# Шарлота фон Шаумбург-Липе
Шарлота Мария Ида Луиза Хермина Матилда фон Шаумбург-Липе (на немски: Charlotte Marie Ida Luise Hermine Mathilde Prinzessin zu Schaumburg-Lippe; * 10 октомври 1864 в дворец Ратибориц, Бохемия; † 16 юли 1946 в замък Бебенхаузен, Вюртемберг) е принцеса от Шаумбург-Липе и чрез женитба кралица на Вюртемберг от 1891 до 1918 г.

## Биография
Тя е най-голямата дъщеря на принц Вилхелм фон Шаумбург-Липе (1834 – 1906) и съпругата му принцеса Батилдис фон Анхалт-Десау (1837 – 1902), дъщеря на принц Фридрих Август фон Анхалт-Десау (1799 – 1864) и принцеса Мария фон Хесен-Касел (1814 – 1895).
Шарлота фон Шаумбург-Липе се омъжва на 8 април 1886 г. в Бюкебург, в резиденцията на нейния чичо Адолф, за престолонаследника Вилхелм II фон Вюртемберг (* 25 февруари 1848; † 2 октомври 1921), четвъртият крал на Вюртемберг от 1891 до 1918 г., син на принц Фридрих Карл Август фон Вюртемберг (1808 – 1870) и Катарина Фридерика Шарлота фон Вюртемберг (1821 – 1898). Тя е втората му съпруга. Бракът е бездетен. На 29 ноември 1918 г. Вилхелм II абдикира.
След смъртта му тя живее до смъртта си 1946 г. в дворец Бебенхаузен, част от Тюбинген. Тя умира на 16 юли 1946 г. в замък Бебенхаузен на 81 години. Погребана е 1946 г. в старото гробище в Лудвигсбург до съпруга си и първата му съпруга Мария фон Валдек-Пирмонт и син му.

## Галерия
- Шарлота фон Шаумбург-Липе, кралица на Вюртемберг
- Герб на Шаумбург-Липе
- Герб на Кралство Вюртемберг